# Jim Holt
Jim Holt (30 de outubro de 1954) é um jornalista americano, ensaísta e autor de ciência popular. Ele contribuiu para o The New York Times, The New York Times Magazine, The New York Review of Books, The New Yorker, The American Scholar e o Slate. Em 1997, foi editor da The New Leader, uma revista política. Seu livro Por que o mundo existe? foi um best-seller do NYTimes em 2013.
Holt apresentou um "spot" de rádio semanal na BBC do País de Gales chamado "Living in America, with Jim Holt" por dez anos. Ele apareceu em Firing Line de William F. Buckley, no NBC News com Tom Brokaw, na CNN, e teve uma breve aparição em um episódio de Billy on the Street no qual encerrou uma entrevista improvisada depois que o entrevistador insistiu que ele revelasse sua sexualidade.

## Livros
- Stop Me If You've Heard This: A History and Philosophy of Jokes New York: WW Norton,
- Por que o mundo existe?:Londres: Perfil, 2011.
- Quando Einstein andou com Gödel: excursões ao limite do pensamento Farrar, Straus & Giroux, 2018.

## Prêmios
- 2012 National Book Critics Circle Award, finalista, Por que o mundo existe?[1]
- 2012 A Philosophers Magazine nomeou seu livro, Por que o mundo existe? como um dos melhores livros de 2012.